# The Immaculate Collection
The Immaculate Collection é a primeira coletânea de grandes sucessos da artista musical estadunidense Madonna, lançada em 13 de novembro de 1990 através da Sire Records. Contém quinze de seus singles de sucessos de 1983 a 1990, bem como duas faixas inéditas, "Justify My Love" e "Rescue Me". Todo o material anteriormente lançado foi retrabalhado através da tecnologia de áudio QSound, tornando-se o primeiro álbum a utilizá-la. No material inédito, Madonna trabalhou com Lenny Kravitz e Shep Pettibone. O título da coletânea é um trocadilho sobre a Imaculada Conceição, um dogma mariano da Igreja Católica.
O lançamento da coletânea foi acompanhado pelo álbum de vídeo de mesmo nome, um extended play (EP) intitulado The Holiday Collection, e um box set intitulado The Royal Box. "Justify My Love" foi lançada como primeiro single da coletânea, acompanhada de um controverso videoclipe apresentando imagens abertamente sexuais. Depois de ser banido pela MTV, o vídeo foi lançado em VHS e tornou-se o vídeo single mais vendido de todos os tempos. Também tornou-se a nona canção número um de Madonna na Billboard Hot 100. O segundo single, "Rescue Me", obteve a maior estreia na história da tabela estadunidense desde "Let It Be" (1970) de The Beatles, e atingiu a nona posição.
The Immaculate Collection recebeu aclamação universal dos críticos musicais, os quais a consideraram uma retrospectiva definitiva da música dos anos 1980. A coletânea alcançou a segunda posição da Billboard 200, enquanto atingiu o topo das tabelas da Argentina, Austrália, Canadá, Finlândia, Irlanda e Reino Unido. Conquistando o certificado de onze vezes platina pela Recording Industry Association of America (RIAA), tornou-se o segundo álbum de Madonna a obter o certificado de diamante nos Estados Unidos. The Immaculate Collection vendeu mais de 30 milhões de cópias mundialmente, configurando-se como a coletânea mais vendida por um solista na história e um dos álbuns mais vendidos da história. Foi incluído em várias listas de críticos em múltiplas publicações, incluindo a Blender a qual nomeou-a o melhor álbum americano de todos os tempos.

## Antecedentes

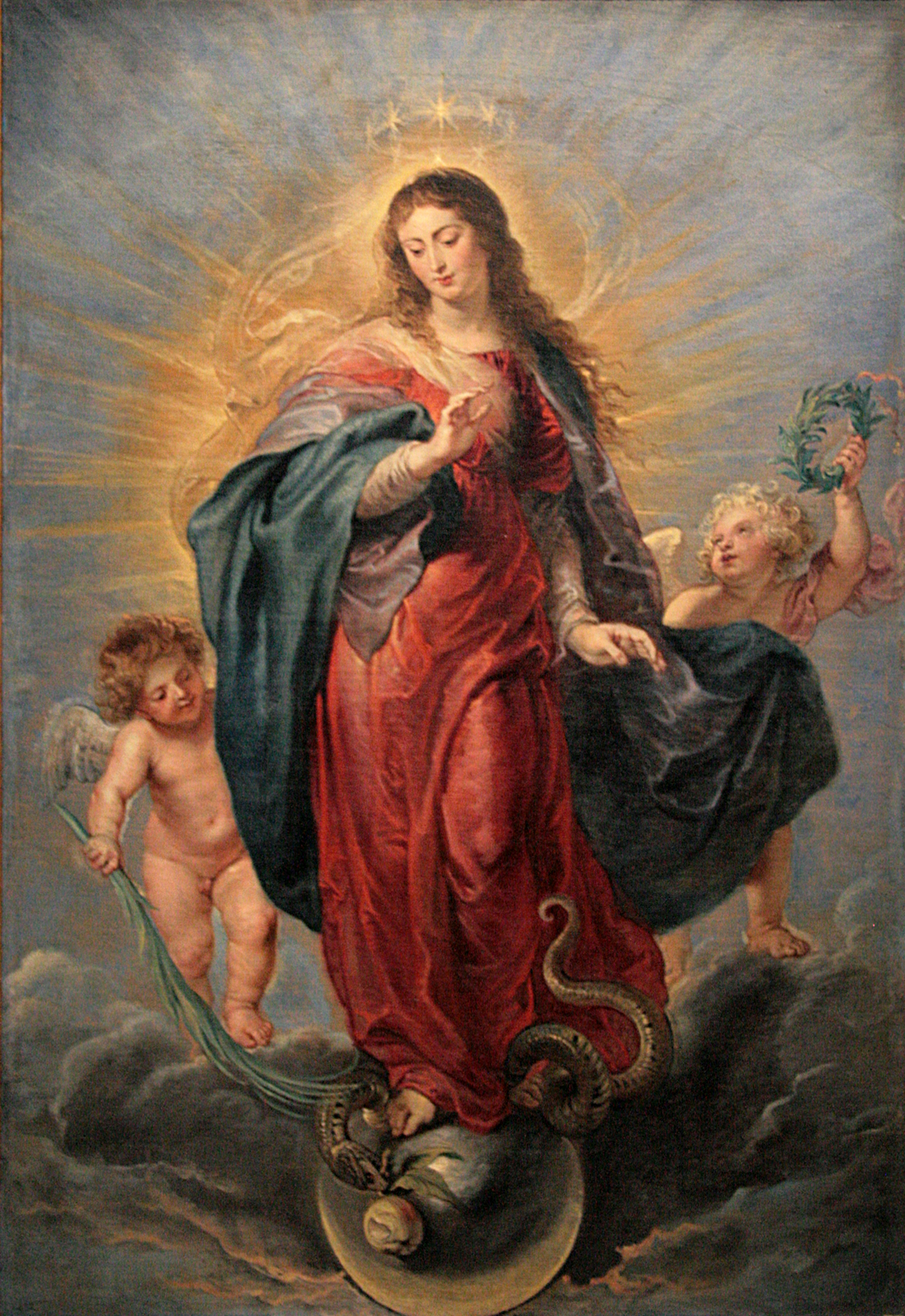
O título do álbum é um trocadilho sobre a Imaculada Conceição da Virgem Maria (foto)

O título real do álbum, The Immaculate Collection, é um trocadilho sobre a Imaculada Conceição, a concepção da Virgem Maria sem a mancha do pecado original. No encarte, Madonna dedicou o álbum ao "Papa, minha inspiração divina". Isto levou muitos a acreditar que foi dedicado ao Papa João Paulo II, mas na verdade foi dedicado ao seu irmão, Christopher Ciccone, que passou o ano em turnê com Madonna na Blond Ambition World Tour e cujo apelido é "O Papa". O álbum se tornou o primeiro a usar uma tecnologia de áudio QSound.
Todas as músicas do The Immaculate Collection, com exceção das duas novas músicas, foram remixados por Shep Pettibone ao lado de Goh Hotoda e Michael Hutchinson e alguns também foram editados para baixo de seus comprimentos originais, a fim de diminuir o tempo de execução geral. Enquanto todos os vocais permanecem os mesmos que nas gravações originais, "Like a Prayer" e "Express Yourself" apresentam músicas diferentes que apoiam os vocais de Madonna do que o lançamento original do álbum. Pettibone comentou:

"Bem, na verdade algumas das músicas nós mudamos um pouco, mas a maioria das músicas nós mantivemos em sua forma original. Como "Holiday", "Lucky Star", etc., essas foram todas as produções originais. O remix era apenas para criar o Q Sound, e fazer a música meio que envolvê-lo quando você o ouve em um certo ponto na frente dos alto-falantes [...] Isso não foi fácil de fazer. Mas então, novamente, esse foi um desses – você sabe, "Depressa, isso tem que sair semana passada". Isso foi um trabalho rápido de corrida".

A Warner Bros. lançou um extended play (EP) no Reino Unido e na Europa intitulado The Holiday Collection, que tinha o mesmo design do The Immaculate Collection. A versão completa de "Holiday" foi incluída ao lado de "True Blue", "Who's That Girl" e um remix de "Causing a Commotion". O relançamento de "Holiday", eventualmente, foi para o número cinco nas paradas do Reino Unido.

## Novo material
"Ingrid escreveu algumas das letras dos versos. Por certas razões pessoais e profissionais na época, concordamos em não colocar seu nome nele. Nós assinamos um contrato. Ela recebe os royalties. Tornou-se um grande sucesso e ela tentou fazer como ela fez a coisa toda".

—Lenny Kravitz respondendo ao processo de Chavez
Duas novas músicas foram adicionadas ao álbum junto com os maiores sucessos de Madonna. "Justify My Love" foi originalmente escrito por Ingrid Chavez, amiga e protegida de Prince, e Lenny Kravitz; ele e o produtor André Betts compuseram a música enquanto Chávez escreveu as letras com base em um poema que ela havia escrito para Kravitz. Kravitz adicionou o título hook e chorus à demo, enquanto Madonna corrigiu uma linha. Chavez não foi creditada pela música e mais tarde processou Kravitz em 1992: ela recebeu um acordo extrajudicial e ganhou crédito por seu trabalho. Quando o processo foi resolvido, o advogado de Chavez, Steven E. Kurtz, esclareceu que o crédito adicional por escrito de Madonna não foi questionado no processo.
"Justify My Love" é uma música trip hop que contém vocais falados por Madonna. Um remix da música, intitulado "The Beast Within", foi incluído em alguns lançamentos únicos. O remix usa apenas o refrão e certas linhas da música original, com os versos sendo substituídos por passagens do Livro do Apocalipse. A música chamou a atenção da mídia pela primeira vez em 1991, quando o Centro Simon Wiesenthal acusou a música de conter letras anti-semitas, especificamente a letra "aqueles que dizem que são judeus, mas não são. Eles são uma sinagoga de Satanás". Madonna prontamente respondeu: "Eu certamente não tinha nenhuma intenção anti-semita quando incluí uma passagem da Bíblia em minha música. Foi um comentário sobre o mal em geral. Minha mensagem, se houver, é pró-tolerância e anti-ódio. A música é, afinal, sobre o amor".
Uma faixa dance e house chamada "Rescue Me" também foi adicionada à compilação como uma nova música. Liricamente, "Rescue Me" expressa a extinção do comportamento perturbado em um relacionamento. A música começa com um batimento cardíaco e um trovão, seguidos por uma linha de baixo proeminente, um piano, um encaixe e uma percussão. Madonna começa a cantar "Eu estou falando/Eu acredito no poder do amor/Eu estou cantando/Eu acredito que você pode me resgatar" antes de se envolver com os vocais falados, como em "Justify My Love". Ela canta "Resgata-me/É difícil acreditar que seu amor me deu esperança/Me resgate/É difícil acreditar que estou me afogando, baby jogue sua corda" sobre o refrão. Em um verso da música, Madonna canta "E enquanto eu estou ajoelhada lá de repente eu começo a me importar", o que foi comparado ao sexo oral.

## Singles
"Justify My Love" foi lançado como o primeiro single do álbum em 6 de novembro de 1990. Ele se tornou seu nono número um na Billboard Hot 100, permanecendo nas duas primeiras semanas, e o número dois no UK Singles Chart. Em todo o mundo, "Justify My Love" também liderou as paradas em muitos países, incluindo Canadá, Finlândia e os cinco primeiros em muitos países, incluindo Austrália, Itália e Espanha. O videoclipe foi banido da MTV, devido ao seu conteúdo explícito, incluindo sexo, beijo homossexual e nudismo. Devido a essa proibição, o videoclipe foi lançado como um single de vídeo e se tornou o mais vendido nesse formato de todos os tempos.
"Rescue Me" foi lançado como o segundo single, estreando no número quinze, tornando-se o single de maior sucesso na Billboard Hot 100 por uma artista feminina na época, chegando ao número nove. O single também alcançou o número dez na Irlanda, Itália e Reino Unido. "Rescue Me" vendeu 134,767 cópias no Reino Unido a partir de agosto de 2008.

## Recepção critica
| Críticas profissionais | Críticas profissionais |
| Avaliações da crítica  | Avaliações da crítica  |
| Fonte                  | Avaliação              |
| ---------------------- | ---------------------- |
| AllMusic               | [ 33 ]                 |
| Blender                | [ 34 ]                 |
| Robert Christgau       | A+                     |
| Entertainment Weekly   | A                      |
| Mojo                   | favorável              |
| Q                      | [ 38 ]                 |
| Rolling Stone          | [ 39 ]                 |
| Sputnikmusic           | [ 40 ]                 |

The Immaculate Collection recebeu aclamação universal dos críticos. Stephen Thomas Erlewine da AllMusic classificou o álbum em cinco de cinco estrelas. Ele começa dizendo que "Na superfície ... [o álbum] parece ser uma retrospectiva definitiva do apogeu de Madonna nos anos 80". No entanto, sua opinião é que a remasterização em QSound, tornou algumas das músicas mais rápidas do que as versões originais e outras mudanças, faz com que "enquanto todos os hits estejam presentes, eles simplesmente não estão em suas versões corretas". No entanto, ele conclui que "até que as versões originais sejam compiladas em outro álbum, The Immaculate Collection é o mais próximo de uma retrospectiva definitiva." Robert Christgau deu ao álbum uma nota A+ e o chamou de "o maior álbum da vida mortal de [Madonna]". Ele disse que o álbum apresenta "dezessete sucessos, mais da metade deles clássicos indeléveis."
A revista Q disse que seu "título ambicioso" foi justificado por "conteúdo magnífico: melhor de 17 faixas, reforçado pela sensualidade de Lenny Kravitz, Justify My Love (e Rescue Me)". Jim Farber, da Entertainment Weekly, deu ao álbum uma nota A, dizendo: "Mais do que um mero conjunto de grandes sucessos, é de longe a mais apanhada coleção de singles dos anos 80." Ross Bennett da Mojo chamou o álbum de "verdadeiramente o melhor dos melhores" e afirmou: "Isso tem que estar lá em cima com o Abba Gold como uma coleção de singles tão profundamente enraizados na consciência coletiva [...] Mas não há como negar o pop up por trás dos primeiros 15 anos de sucesso da cantora Ciccone, aqui brilhantemente empacotada, em suspiro, em ordem cronológica.

### Reconhecimentos
A revista Blender classificou o álbum em primeiro lugar em sua lista de "100 Melhores Álbuns Americanos de Todos os Tempos". Em 2012, o álbum ficou em 184º lugar na lista dos 500 melhores álbuns de todos os tempos da revista Rolling Stone.

## Lista de faixas
| The Immaculate Collection – Edição padrão |                     |                                         |                                     |         |  |
| N.º                                       | Título              | Compositor(es)                          | Produtor(es)                        | Duração |  |
| 1.                                        | "Holiday"           | Curtis Hudson Lisa Stevens              | John "Jellybean" Benitez            | 4:04    |  |
| 2.                                        | "Lucky Star"        | Madonna                                 | Reggie Lucas                        | 3:39    |  |
| 3.                                        | "Borderline"        | Lucas                                   | Lucas                               | 4:00    |  |
| 4.                                        | "Like a Virgin"     | Billy Steinberg Tom Kelly               | Nile Rodgers                        | 3:11    |  |
| 5.                                        | "Material Girl"     | Peter Brown Robert Rans                 | Rodgers                             | 3:53    |  |
| 6.                                        | "Crazy for You"     | John Bettis Jon Lind                    | Benitez                             | 3:45    |  |
| 7.                                        | "Into the Groove"   | Madonna Stephen Bray                    | Madonna Bray Shep Pettibone [a]     | 4:10    |  |
| 8.                                        | "Live to Tell"      | Madonna Patrick Leonard                 | Madonna Leonard                     | 5:19    |  |
| 9.                                        | "Papa Don't Preach" | Brian Elliot Madonna [b]                | Madonna Bray                        | 4:11    |  |
| 10.                                       | "Open Your Heart"   | Madonna Gardner Cole Peter Rafelson     | Madonna Leonard                     | 3:48    |  |
| 11.                                       | "La Isla Bonita"    | Madonna Leonard Bruce Gaitsch           | Madonna Leonard                     | 3:48    |  |
| 12.                                       | "Like a Prayer"     | Madonna Leonard                         | Madonna Leonard                     | 5:51    |  |
| 13.                                       | "Express Yourself"  | Madonna Bray                            | Madonna Bray Pettibone [a]          | 4:04    |  |
| 14.                                       | "Cherish"           | Madonna Leonard                         | Madonna Leonard                     | 3:52    |  |
| 15.                                       | "Vogue"             | Madonna Pettibone                       | Madonna Pettibone Craig Kostich [c] |         |  |
| 16.                                       | "Justify My Love"   | Lenny Kravitz Ingrid Chavez Madonna [b] | Kravitz André Betts [d]             | 5:35    |  |
| 17.                                       | "Rescue Me"         | Madonna Pettibone                       | Madonna Pettibone                   | 5:31    |  |
| Duração total:                            | Duração total:      | Duração total:                          | Duração total:                      | 73:34   |  |

| The Immaculate Collection – Edição do iTunes Store |                                         |         |  |
| N.º                                                | Título                                  | Duração |  |
| 2.                                                 | "Lucky Star" (remix dos Estados Unidos) | 7:15    |  |
| 3.                                                 | "Borderline" (remix)                    | 5:17    |  |
| 11.                                                | "La Isla Bonita" (remix)                | 3:47    |  |
| Duração total:                                     | Duração total:                          | 78:27   |  |

Notas
A  - denota produtores adicionais
B  - denota escritores adicionais
C  - denota produtores executivos
D  - denota produtores associados
- Todas as canções foram remixadas por Shep Pettibone usando a tecnologia QSound, exceto "Justify My Love" e "Rescue Me".

## Desempenho comercial
Nos Estados Unidos, The Immaculate Collection estreou no número 32 na Billboard 200 na semana de 1 de dezembro de 1990. Mais tarde, chegou ao número dois, e permaneceu 141 semanas no gráfico, e vendeu 10 milhões de cópias em todo o país. O álbum foi certificado com Diamante (10× Platina) pela Recording Industry Association of America (RIAA) após suas vendas. A partir de 2016, o álbum vendeu mais de 5,992,000 cópias nos EUA após o advento da era Nielsen SoundScan em 1991.
Em 24 de novembro de 1990, The Immaculate Collection estreou em primeiro lugar no UK Albums Chart, permanecendo lá por nove semanas, tornando-se o álbum mais vendido do Reino Unido em 1990, também quebrando o recorde de maior número de semanas consecutivas no número um por uma artista feminina solo, um álbum que não seria igualado até 2011 pelo álbum 21 de Adele. No Reino Unido, The Immaculate Collection foi certificada com doze platinas pela British Phonographic Industry (BPI) pelas 3,6 milhões de cópias. Em agosto de 2018, o álbum foi confirmado pela Official Charts Company por ter vendido 3,73 milhões de cópias, tornando-se o álbum mais vendido por uma artista feminina solo na história britânica, o quarto maior sucesso de vendas do Reino Unido por qualquer artista, e o 13º álbum mais vendido de todos os tempos no Reino Unido. Na França, o álbum foi certificado com Diamante pelas um milhão de cópias comercializadas.
The Immaculate Collection recebeu doze certificações de platina pela Australian Recording Industry Association, tornando-se um dos álbuns mais vendidos na Austrália. The Immaculate Collection vendeu mais de 30 milhões de cópias em todo o mundo, tornando-se o álbum mais vendido de Madonna e um dos álbuns mais vendidos do mundo de todos os tempos. Ele também continua sendo o álbum de compilação mais vendido já lançado por um artista solo.

### Posições em tabelas musicais
| Tabela musical (1990)               | Melhor posição |
| ----------------------------------- | -------------- |
| África do Sul (RISA)                | 23             |
| Alemanha (GfK Entertainment Charts) | 10             |
| Austrália (ARIA Charts)             | 1              |
| Áustria (Ö3 Austria Top 40)         | 6              |
| Canadá (RPM)                        | 1              |
| Espanha (PROMUSICAE)                | 5              |
| Estados Unidos (Billboard 200)      | 2              |
| Finlândia (IFPI Finlândia)          | 1              |
| França (SNEP)                       | 4              |
| Hungria (MAHASZ)                    | 6              |
| Japão (Oricon)                      | 5              |
| México (AMPROFON)                   | 61             |
| Noruega (VG-lista)                  | 14             |
| Nova Zelândia (Recorded Music NZ)   | 3              |
| Países Baixos (MegaCharts)          | 5              |
| Reino Unido (UK Albums Chart)       | 1              |
| Suécia (Sverigetopplistan)          | 8              |
| Suíça (Schweizer Hitparade)         | 3              |

| Tabela musical (2000)             | Melhor posição |
| --------------------------------- | -------------- |
| Bélgica (Ultratop 50 de Flandres) | 33             |
| Escócia (OCC)                     | 7              |

| Tabela musical (2008) | Melhor posição |
| --------------------- | -------------- |
| Dinamarca (Hitlisten) | 31             |
| Irlanda (IRMA)        | 21             |

| Tabela musical (2014) | Posição |
| --------------------- | ------- |
| Irlanda (IRMA)        | 3       |

| Tabela musical (1900)         | Posição |
| ----------------------------- | ------- |
| Austália (ARIA Charts)        | 5       |
| Canadá (RPM)                  | 40      |
| Itália (FIMI)                 | 48      |
| Países Baixos (MegaCharts)    | 51      |
| Reino Unido (UK Albums Chart) | 1       |

| Tabela musical (1991)               | Posição |
| ----------------------------------- | ------- |
| Alemanha (GfK Entertainment Charts) | 48      |
| Austrália (ARIA Charts)             | 8       |
| Canadá (RPM)                        | 9       |
| Estados Unidos (Billboard 200)      | 8       |
| Japão (Oricon)                      | 48      |
| Nova Zelândia (Recorded Music NZ)   | 30      |
| Países Baixos (MegaCharts)          | 21      |
| Reino Unido (UK Albums Chart)       | 8       |
| Suíça (Schweizer Hitparade)         | 30      |

| Tabela musical (1992)          | Posição |
| ------------------------------ | ------- |
| Austrália (ARIA Charts)        | 39      |
| Estados Unidos (Billboard 200) | 88      |

| Tabela musical (1993)   | Posição |
| ----------------------- | ------- |
| Austrália (ARIA Charts) | 20      |

| Tabela musical (2000)         | Posição |
| ----------------------------- | ------- |
| Reino Unido (UK Albums Chart) | 82      |

| Tabela musical (2001)         | Posição |
| ----------------------------- | ------- |
| Reino Unido (UK Albums Chart) | 90      |

| Tabela musical (2002)         | Posição |
| ----------------------------- | ------- |
| Reino Unido (UK Albums Chart) | 136     |

| Tabela musical (2003)         | Posição |
| ----------------------------- | ------- |
| Reino Unido (UK Albums Chart) | 166     |

| Tabela musical (2004)         | Posição |
| ----------------------------- | ------- |
| Reino Unido (UK Albums Chart) | 156     |

| Tabela musical (2006)         | Posição |
| ----------------------------- | ------- |
| Reino Unido (UK Albums Chart) | 110     |

| Tabela musical (1990–99)      | Posição |
| ----------------------------- | ------- |
| Reino Unido (UK Albums Chart) | 7       |

### Certificações e vendas
| Região | Certificação | Vendas      |
| --- | ------------ | ----------- |
| África do Sul (RiSA) | Platina      | 50,000^     |
| Alemanha (BVMI) | 3× Ouro      | 750,000^    |
| Argentina (CAPIF) | 6× Platina   | 360,000^    |
| Austrália (ARIA) | 12× Platina  | 880,000     |
| Áustria (IFPI Áustria) | Platina      | 50,000*     |
| Brasil (Pro-Música Brasil) | 2× Platina   | 500,000*    |
| Canadá (Music Canada) | 7× Platina   | 700,000^    |
| Dinamarca (IFPI Dinamarca) | Platina      | 80,000^     |
| Espanha (PROMUSICAE) | 3× Platina   | 300,000^    |
| Estados Unidos (RIAA) | Diamante     | 10,000,000^ |
| Finlândia (Musiikkituottajat) | Platina      | 92,500^     |
| França (SNEP) | Diamante     | 1,100,000   |
| Japão (RIAJ) | 4× Platina   | 800,000^    |
| Israel | —            | 50,000      |
| Nova Zelândia (RIANZ) | 7× Platina   | 105,000^    |
| Países Baixos (NVPI) | 3× Platina   | 300,000^    |
| Reino Unido (BPI) | 13× Platina  | 3,900,000‡  |
| Singapura | —            | 103,000     |
| Suécia (GLF) | Platina      | 50,000^     |
| Suíça (IFPI Suíça) | Platina      | 50,000^     |
| Resumos |              |             |
| Mundo | —            | 30,000,000  |
| ^distribuições baseadas apenas na certificação *números de vendas baseados somente na certificação *‡vendas+valores de streaming baseados apenas na certificação |              |             |